# James Bardeen
James Maxwell Bardeen (Minneapolis, 9 maggio 1939 – Seattle, 20 giugno 2022) è stato un fisico e cosmologo statunitense, noto per i suoi lavori sulla relatività generale e sulla termodinamica dei buchi neri.

## Biografia
Figlio del fisico John Bardeen, due volte premio Nobel, James Bardeen si laureò ad Harvard nel 1960 e nel 1965 conseguì un dottorato di ricerca al Caltech sotto la direzione di Richard Feynman. È stato professore presso l'Università del Washington a Seattle.
Tra gli altri risultati di rilievo la scoperta del Bardeen vacuum (vuoto di Bardeen), una soluzione esatta delle equazioni di campo di Einstein. Con Stephen Hawking e Brandon Carter ha scritto il libro The Four Laws of Black Hole Mechanics (Springer Verlag, 1973).
Eletto nel 2012 membro della U.S. National Academy of Sciences, è morto per un cancro il 20 giugno 2022, in un ospizio, ad 83 anni.